# Joseph Stilwell
Joseph Warren "Vinegar Joe" Stilwell (19 maart 1883 — 12 oktober 1946) was een generaal in de landmacht van de Verenigde Staten (United States Army) die diende in het strijdtoneel van China en Zuidoost-Azië tijdens de Tweede Wereldoorlog. In februari 1942 werd hij gepromoveerd tot luitenant-generaal, en begon met het aanvoeren van de Amerikaanse strijdkrachten in China, Birma, en India, naast zijn verplichtingen als plaatsvervangend bevelhebber onder Louis Mountbatten, en militair adviseur voor Generalissimo Chiang Kai-shek, aanvoerder van de Chinese nationalistische strijdkrachten. Achtervolgd door de Japanse keizerlijke troepen leidde hij in mei 1942 een colonne die zich terugtrok uit Birma, richting Assam, India.
De troepen onder leiding van generaal Frank Merrill, de zogenaamde Merrill's Marauders, geraakten ontgoocheld in Stilwell toen hij onverbiddelijk troepen, die reeds door ziekte verzwakt waren,  naar zware vuurgevechten stuurde. Later in 1944 toen Changsha door een Japans offensief in Japanse handen viel, dreigde Stilwell Chiang Kai-shek met het opschorten van leen-en pachthulp aan China. Ambassadeur Patrick J. Hurley besliste hierdoor om Stilwell te vervangen door Albert Coady Wedemeyer. Chiang Kai-shek wilde de leen- en pachthulp behouden om de Chinese Communistische Partij te bestrijden, maar Stilwell gehoorzaamde instructies om de Communistische Partij en de Kuomintang te laten samenwerken om tegen Japan te strijden.
Invloedrijke stemmen zoals journalist Brooks Atkinson beschouwden de Chinese communisten als goedaardig en Stilwell als een slachtoffer van een corrupt regime. Door de afdanking van Stilwell groeide een anti-Chiangbeweging bij Amerikaanse beleidsmakers dat zijn hoogtepunt kende in 1947 toen de Verenigde Staten zijn ondersteuning voor de Republiek China terugtrok tijdens de Chinese Burgeroorlog.
Bewonderaars van Stilwell vonden dat hij ontoereikende middelen ter beschikking kreeg en onverenigbare doelstellingen. Critici beschouwden hem als een ambitieuze maar uiteindelijk onprofessionele officier wiens dwalingen leidden tot de overname van China door de Communistische Partij.

## Verder lezen
- Barbara Tuchman, Stilwell and the American experience in China 1911 - 1945 (New York, Macmillan Publishers, 1971).